# Лептомедузи
Лептомедузи — ряд гідроїдів з підряду Лептоліни. Характеризуються завжди колоніальною поліповою фазою життєвого циклу; поліпи завжди мають гідротеку, яка, втім, може бути настільки короткою, що поліп не має змоги сховатись в неї; у кількох видів гідротека повністю вторинно редукована. Щупальця завжди зібрані лише в одне кільце. Гонофори розташовані на сильно редукованих поліпах-членах колонії, і майже завжди захищені перидермальною капсулою (гонотекою).
Медузи звичайно з пласким куполом, гонади знаходяться в радіальних каналах. Звичайно медузам цього ряду притаманні більше ніж четверо щупалець, у більшості випадків у сполученні із статоцистами. Статоцисти сформовані виключно епітелієм ектодермального походження. В кнідомі ніколи не буває стенотелей.
Поліпові колонії декотрих родин мають у своєму складі спеціалізованих захисних поліпів без щупалець.
Поліпи лептомедуз, яким притаманна тека, можуть бути схожими з формуючими теку поліпами класу Сцифоїдні; поліпові фази деяких родин мають дуже слабо виражену теку, і при визначенні можуть бути переплутані з представниками антомедуз.
Всього в ряді налічується близько 1900 видів, розподілених між двома підрядами: Conica (29 родин) та Proboscidoidea (3 родини).
Література
- Bouillon, J. 1985. Essai de classification des hydropolypes-hydroméduses (Hydrozoa-Cnidaria). Indo Malayan Zoology 2: 29-243.
- Bouillon, J., & Boero, F. 2000. Synopsis of the families and genera of the Hydromedusae of the world, with a list of the worldwide species. Thalassia Salentina 24: 47-296.
- Cornelius, P.F.S. 1995 North-west European thecate hydroids and their medusae. Part 1. Introduction, Laodiceidae to Haleciidae. Synopses of the British Fauna New Series 50: 1-347.
- Cornelius, P. F. S. 1995. North-west European thecate hydroids and their medusae. Part 2. Sertulariidae to Campanulariidae. Synopses of the British Fauna New Series 50: 1-386.
- Kramp, P. L. 1959. The Hydromedusae of the Atlantic Ocean and adjacent waters. Dana Report 46: 1-283.
- Millard, N. A. H. 1975. Monograph on the Hydroida of southern Africa. Annals of the South African Museum 68: 1-513.
- Russell, F. S. 1953.The medusae of the British Isles. Cambridge University Press, London, pp. 530, 35 pls

Зовнішні посилання
The Hydrozoa Directory [Архівовано 6 грудня 2006 у Wayback Machine.]